# يو إف سي 203
يو إف سي 203: ميوتيتش ضد أوفريم (بالإنجليزية: UFC 203: Miocic vs. Overeem)‏ هو حدث لفنون القتال المختلطة نظمته يو إف سي، أُقيم في 10 سبتمبر 2016، على كويكن لونز أرينا في كليفلاند، أوهايو، الولايات المتحدة.